# 조반니 곤차가

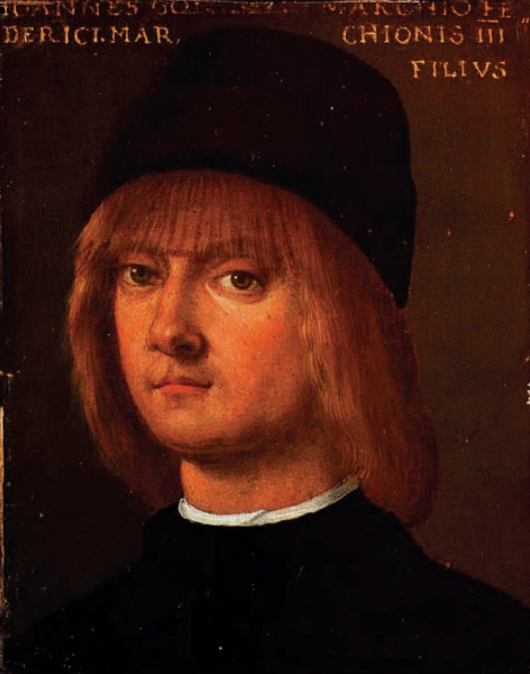
조반니 곤차가 초상화

조반니 곤차가(Giovanni Gonzaga, 1474년 – 1525년 9월 23일)는 만토바 출생의 곤차가 가문의 귀족이다.
그는 페데리코 1세 곤차가의 막내아들로 태어났다. 1494년에 그는 사실상 볼로냐의 군주로 군림하던 조반니 2세 벤티볼리오의 딸 라우라 벤티볼리오(Laura Bentivoglio)와 혼인했다. 베스코바토의 군주로서, 그들은 곤차가 가문의 방계 가문을 열었고 그 일족들은 1990년대까지 살아남았다.